# Neuseeländische Frauen-Cricket-Nationalmannschaft in Australien in der Saison 2011
Die Tour der neuseeländischen Cricket-Nationalmannschaft in Australien in der Saison 2011 fand vom 12. bis zum 16. Juni 2011 statt. Die internationale Cricket-Tour war Bestandteil der Internationalen Cricket-Saison 2011 und umfasste drei WODIs. Australien gewann die WODI-Serie mit 2–0.

## Vorgeschichte
Für beide Mannschaften war es die erste Tour der Saison. Das letzte Aufeinandertreffen der beiden Mannschaften bei einer Tour fand in der Saison 2010/11 in Australien statt. Dabei war auch vorgesehen, diese WODI-Serie auszutragen, die jedoch nach dem Erdbeben von Christchurch abgesagt wurde.

## Stadien
Das folgende Stadion wurde für die Tour als Austragungsort vorgesehen.
| Stadion            | Stadt    | Kapazität | Spiele       |
| ------------------ | -------- | --------- | ------------ |
| Allan Border Field | Brisbane | 2.500     | 1. – 3. WODI |

## Kaderlisten
Die Mannschaften benannten die folgenden Kader.
| WODI | WODI |
| Australien | Neuseeland |
| --- | --- |
| - Jodie Fields (K, wk) - Alex Blackwell - Sarah Coyte - Jess Duffin - Rachael Haynes - Jess Jonassen - Sharon Millanta - Annie Maloney - Shelley Nitschke - Meg Lanning - Erin Osborne - Leah Poulton - Clea Smith - Lisa Sthalekar | - Aimee Watkins (K) - Kelly Anderson - Suzie Bates - Nicola Browne - Lucy Doolan - Kate Ebrahim - Frances Mackay - Katey Martin (wk) - Sara McGlashan - Liz Perry - Rachel Priest - Sian Ruck - Amy Satterthwaite - Lea Tahuhu |

## Women’s One-Day Internationals

### Erstes WODI in Brisbane
| 12. Juni Scorecard | Brisbane (ABF) | Australien | – | Neuseeland |
|                    |                | Abgesagt   |   |            |

Spiel wurde auf Grund von Regenfällen abgesagt.

### Zweites WODI in Brisbane
| 14. Juni Scorecard | Brisbane (ABF) | Neuseeland 181 (48.5)            | – | Australien 182-4 (31.3) |
|                    |                | Australien gewinnt mit 6 Wickets |   |                         |

Australien gewann den Münzwurf und entschied sich als Feldmannschaft zu beginnen. Als Spielerin des Spiels wurde Shelley Nitschke ausgezeichnet.

### Drittes WODI in Kingstown
| 16. Juni Scorecard | Brisbane (ABF) | Australien 222 (48.3)          | – | Neuseeland 203 (46.1) |
|                    |                | Australien gewinnt mit 19 Runs |   |                       |

Neuseeland gewann den Münzwurf und entschied sich als Feldmannschaft zu beginnen. Als Spielerin des Spiels wurde Nicola Browne ausgezeichnet.

## Auszeichnungen

### Player of the Series
Als Player of the Series wurden der folgende Spieler ausgezeichnet.
| Serie | Player of the Series |
| ----- | -------------------- |
| WODI  | Shelley Nitschke     |

### Player of the Match
Als Player of the Match wurden die folgenden Spielerinnen ausgezeichnet.
| Spiel   | Player of the Match |
| ------- | ------------------- |
| 1. WODI | –                   |
| 2. WODI | Shelley Nitschke    |
| 3. WODI | Nicola Browne       |